# Teghalimet
Teghalimet (în arabă تغاليمت) este o comună din provincia Sidi Bel Abbès, Algeria.
Populația comunei este de 7.549 de locuitori (2008).